# Annarasumanara
Annarasumanara (koreanischer Originaltitel: 안나라수마나라 Annarasumanara) ist eine südkoreanische Dramaserie, basierend auf dem gleichnamigen Webtoon von Ha Il-kwon. Die Serie wurde am 6. Mai 2022 weltweit auf Netflix veröffentlicht.

## Handlung
Einst glaubte die Schülerin Yoon Ah-yi an Magie, doch das Leben desillusionierte sie früh, und Ah-yi musste schnell erwachsen werden. Ah-yi lebt in schwierigen Verhältnissen und hat Tag für Tag mit allerlei Herausforderungen zu kämpfen. Als sie in einem verlassenen Freizeitpark auf einen Magier trifft, der gern ein Kind bleiben möchte, obwohl er längst erwachsen ist, ändert sich ihr Leben schlagartig. Er hilft Ah-yi dabei, die schwierigen Zeiten, welche sie durchlebt, zu lindern, und schenkt ihr damit neue Hoffnung.

## Besetzung und Synchronisation
Die deutschsprachige Synchronisation entstand nach den Dialogbüchern von Felix Strüven sowie unter der Dialogregie von Traudel Sperber durch die Synchronfirma FFS Film- & Fernseh-Synchron in Berlin.

### Hauptdarsteller
| Rolle                 | Schauspieler  | Synchronsprecher |
| --------------------- | ------------- | ---------------- |
| Ri-eul / Ryu Min-hyuk | Ji Chang-wook | Ricardo Richter  |
| Yoon Ah-yi            | Choi Sung-eun | Léa Mariage      |
| Na Il-deung           | Hwang In-youp | Lukas T. Sperber |

### Nebendarsteller
| Rolle                           | Schauspieler    | Synchronsprecher       |
| ------------------------------- | --------------- | ---------------------- |
| Baek Ha-na                      | Ji Hye-won      | Lana Finn Marti        |
| Kim Soo-he                      | Kim Bo-yoon     | Lucia Deyi             |
| Yoon Yoo-yi                     | Hong Jung-min   | Lilli Mechler          |
| Yoon Ah-yi (als Kind)           | Joo Ye-rim      | Anastasia Paula Hertel |
| Klassenlehrer                   | Lim Ki-hong     | Tobias Nath            |
| Leutnant Kim                    | Choi Young-joon | Florian Clyde          |
| Sergeant Park                   | Kim Ba-da       | Gregor Knop            |
| Kim Doo-sik                     | Yoon Kyung-ho   | Vlad Chiriac           |
| Vater von Yoon Ah-yi            | Jo Han-chul     | Wolfgang Wagner        |
| Mutter von Yoon Ah-yi           | Go Ae-ri        | Daniela Molina         |
| Na Jin-man                      | Yoo Jae-myung   | Otto Strecker          |
| Mutter von Na Il-deung          | Kim Hye-eun     | Magdalena Turba        |
| Seo Ha-yoon                     | Oh So-hyun      | Yamuna Kemmerling      |
| Mutter von Seo Ha-yoon          | Woo Mi-hwa      | Traudel Sperber        |
| Na Il-deung (als Kind)          | Choi Seung-hoon | Mika Hinz              |
| Min Ji-soo                      | Park Ha-na      | Lina Rabea Mohr        |
| Min Ji-soo (als Jugendliche)    | Hong Seo-hui    | Valentina Bonalana     |
| Ryu Min-hyuk (als Jugendlicher) | Nam Da-reum     | Mik Dankou             |
| Bella, der Papagei (Mi-nyeo)    | Park Seul-gi    | Nana Spier             |

### Gastdarsteller
| Rolle                         | Schauspieler   | Synchronsprecher       |
| ----------------------------- | -------------- | ---------------------- |
| Vermieterin                   | Yoon Sa-bong   | Eva Thärichen          |
| Gläubiger Yong-pal            | Lee Sang-hwa   | Lutz Schnell           |
| Ältere Dame                   | Park Seung-tae | Sabina Trooger         |
| Männliche Prüfungsaufsicht    | Lee Seung-joon | Christian Senger       |
| Geburtstagskind im Restaurant | Cho Si-yeon    | Aurelia van Cauwelaert |
| Mutter von Hui-jin            |                | Anja Nestler           |

## Episodenliste
| Nr.                                                                     | Deutscher Titel              | Originaltitel      | Regie          | Drehbuch      |
| ----------------------------------------------------------------------- | ---------------------------- | ------------------ | -------------- | ------------- |
| 1                                                                       | Glaubst du an … Magie?       | 마술을 믿으세요?   | Kim Seong-yoon | Kim Min-jeong |
| 2                                                                       | Lass mich nicht mehr träumen | 꿈꾸게 하지 말아요 | Kim Seong-yoon | Kim Min-jeong |
| 3                                                                       | Karussel                     | 회전목마           | Kim Seong-yoon | Kim Min-jeong |
| 4                                                                       | Erwachsen werden             | 어른이 된다는 것   | Kim Seong-yoon | Kim Min-jeong |
| 5                                                                       | Der Fluch des Asphalts       | 아스팔트의 저주    | Kim Seong-yoon | Kim Min-jeong |
| 6                                                                       | Der letzte Auftritt          | 마지막 공연        | Kim Seong-yoon | Kim Min-jeong |
| Am 6. Mai 2022 wurden alle Folgen der Serie bei Netflix veröffentlicht. |                              |                    |                |               |